# Čertův švagr

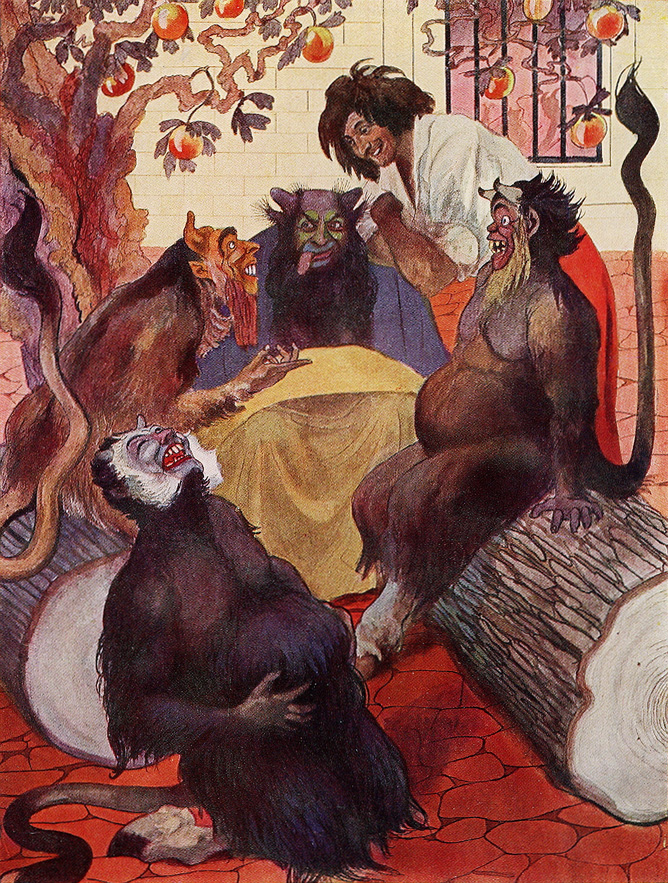
Ilustrace k pohádce od Artuše Scheinera

Čertův švagr je pohádka české spisovatelky Boženy Němcové.

## Děj
Příběh vypráví o mládenci Petrovi, kterého vyžene jeho zlá a vypočítavá macecha z domu. Petr se marně snaží najít práci, všude ho ale posílají k čertu. A tak jde sloužit do pekla. Jako odměnu za věrnou službu obdrží kouzelný měšec, ze kterého je možno brát neomezené množství peněz; pekelná služba jej však poznamená ošklivým vzhledem. Petr s jejich pomocí činí dobré skutky a pomáhá potřebným. Když se na něj obrátí král, který se také ocitl ve finanční tísni, Dá si Petr podmínku: pomůže, dostane-li za to královskou dceru za ženu. Dvě starší dcery Petra odmítnou, nejmladší si jej navzdory jeho ošklivosti pro lásku ke svému otci je ochotna vzít. Petr se umyje v kouzelné studánce stane se krásným; dvě marnivé královské dcery si odnese  čert a učiní tak Petra svým švagrem.
Drobnou obměnou příběhu o čertově švagrovi je pohádka O Nesytovi, která byla rovněž zařazena do sbírky Boženy Němcové.

## Filmové zpracování
- Čertův švagr – česká filmová pohádka režisérky Vlasty Janečkové z roku 1984.

## Zpracování pohádkou pouze inspirované
- Čertův švagr, stejnojmenná rozhlasová hra. účinkují: Jan Hartl, Libuše Havelková, Vladimír Bičík, Antonín Hardt, Věra Kubánková, Ladislav Mrkvička, Sylva Sequensová, Naďa Konvalinková, Svatopluk Beneš a další. Připravil František Pavlíček, režie: Karel Weinlich. Československý rozhlas Praha 1979
- S čerty nejsou žerty – český pohádkový film režiséra Hynka Bočana natočený v roce 1984.
- Čertův švagr – stejnojmenná televizní pohádka režisérky Vlasty Janečkové natočená v roce 1984.
- O Nesytovi (film) – televizní pohádka režisérky Věry Jordánové natočená v roce 1994.

## Opera
- Čertův švagr – dětská opera Karla Risingera z let 1950–1952.